# Labyrinth (Band)
Labyrinth ist eine italienische Power-Metal-Band, die 1991 gegründet wurde und als prägend für die italienischen Vertreter dieses Stils gilt. Gründungsmitglieder waren u. a. Fabio Lione, der spätere Sänger von Rhapsody of Fire und Olaf Thorsen, der später Vision Divine gründete.

## Geschichte
Die Band wurde 1991 in Massa gegründet. Bereits kurz nach der Gründung stieß der Keyboarder Ken Taylor zur Besetzung hinzu, die so drei Jahre unverändert blieb. 1994 wurde die erste Demo Midnight Resistance aufgenommen, die international in der Fachpresse gute Kritiken erhielt und der Band einen Plattenvertrag mit dem Label Underground Symphony einbrachte. Vor den Aufnahmen der Debüt-EP Piece of Time verließ Bassist Andrea Bartoletti die Band und wurde von Chris Breeze alias Cristiano Bertocchi ersetzt. Die EP konnte ebenfalls gute Kritiken erhalten und bot damals neuartigen Power Metal mit Keyboard-Begleitung. Ihr folgte 1996 das Albendebüt No Limits, das auch in Übersee veröffentlicht wurde und in der japanischen Zeitschrift Burrn! monatelang den ersten Platz der Lesercharts belegte. Nach der Veröffentlichung des Albums trennte sich die Band von ihrem Sänger „Joe Terry“ alias Fabio Tordiglione, der wenig später zur Band Rhapsody stieß.
1997 verließen auch Frank Andiver und Ken Taylor, die seit 1991 dabei waren, Labyrinth und wandten sich anderen Projekten zu. Als neue Mitglieder am Gesang, Keyboard und Schlagzeug kamen Roberto „Rob Tyrant“ Tiranti, Andrea „Andrew McPauls“ De Paoli und Mattia „Mat“ Stancioiu hinzu. Zwischenzeitlich unterschrieb die Band einen neuen Vertrag beim US-amerikanischen Label Metal Blade und veröffentlichte dort 1998 das zweite Album Return to Heaven Denied. Im selben Jahr trat die Band auch beim bekannten Festival Gods of Metal in Mailand auf. Bereits nach diesem Album verließ Rob Tyrant die Band wieder und wurde kurzfristig von Adolfo „Morby“ Morviducci vertreten, dem Leadsänger von Domine. Morviducci bestritt mit der Band auch eine Europatournee mit Hammerfall, Primal Fear und Pegazus. Im Anschluss folgte eine sechsmonatige Italientour mit der Band Heimdall. Nach diesen Tourneen nahm die Band die EP Timeless Crime auf, wofür Demomaterial neu verarbeitet wurde.
1999 kehrte Rob Tyrant zur Band zurück; die Band spielte in diesem Jahr erneut auf zahlreichen Sommerfestivals wie dem Gods of Metal und dem Dynamo Open Air. Das Jahr 2000 begann die Band mit Albenaufnahmen; noch vor Erscheinen des Drittwerkes im August trat sie u. a. auf dem Wacken Open Air und dem spanischen Rock Machina-Festival auf. Das Album Sons of Thunder erreichte anschließend in den italienischen Albencharts Platz 26 und in Japan Platz 56, der bis dahin größte Verkaufserfolg der Band. Die Band absolvierte im Herbst eine Tour durch Südamerika in Begleitung von Vision Divine, dem Nebenprojekt von Olaf Thorsen und Fabio Lione. 2001 unternahm die Band nach einer Tour in Italien zwei Hallentourneen durch Europa, zuerst im Vorprogramm von Helloween und dann vor Nocturnal Rites und Iron Savior.
Seit September 2009 ist Olaf Thorsen wieder mit von der Partie. Die Band hat mit der Arbeit an Return to Heaven Denied Part II: A Midnight Autumn’s Dream begonnen.
2002 unternahm die Band erneut eine Italientournee in Form eines „Italian Attack“ genannten Festivals mit Domine, White Skull, Skylark, Novembre und Centurion. Ab Mai begannen die Arbeiten am nächsten Album; paradoxerweise verließ in dieser Zeit Olaf Thorsen die Band, um sich voll und ganz Vision Divine widmen zu können, während Andrea De Paoli und Mattia Stancioiu ihre Arbeit bei Vision Divine zugunsten von Labyrinth aufgaben. Zunächst wurde eine Demoaufnahme aufgenommen, zu einem Vertrag der Band mit Century Media führte. Anschließend begannen ab Januar 2003 die Aufnahmen zum Album. Auf dem neuen selbstbetitelten Werk verwendeten die Bandmitglieder erstmals ihre italienischen Namen anstelle englischer Pseudonyme. Anstelle von Olaf Thorsen stieß nach der Albenveröffentlichung im Juni Pier Gonella als neuer Gitarrist zur Band. Gonella debütierte auf dem Agglutination Metal Festival in Chiaromonte, auf dem die Band zusammen mit Vader und Virgin Steele zu den Headlinern gehörte. Es folgte eine ständig verlängerte Tour, die erst im Frühjahr 2004 endete.
Unverzüglich begannen die Arbeiten am nächsten Album, das nach dem Weggang von Olaf Thorsen weniger schnell ausgelegt war. 2004 unternahm die Band außerdem noch ausgedehnte Reisen, unter anderem eine Asientournee mit Auftritten in Japan, China und Taiwan; es folgten Festivalauftritte in Europa. Unterdessen wurde auch ein neuer Vertrag mit dem Label Arise Records unterzeichnet, welches das neue Album „Freeman“ im März 2005 auf den Markt brachte. Die Touraktivitäten des Jahres beschränkten sich im Wesentlichen auf Italien, dort absolvierte die Band aber zahlreiche Auftritte mit bekannten Bands wie Dream Theater und Angra. 2006 erklärte Cristiano Bertocchi seinen Ausstieg aus der Band, um sich Soloaktivitäten widmen zu können. Roberto Tiranti übernahm in der Folgezeit zusätzlich zum Gesang auch den Bass. Die Band bestritt in diesem Jahr nur wenige Auftritte und arbeitete die meiste Zeit an neuem Material, das in den berühmten Abbey Road Studios, die durch die Beatles bekannt wurden, aufgenommen wurde. Die Veröffentlichung des Albums „6 Days to Nowhere“ fand am 28. Februar 2007 über Scarlet Records statt, eine Tournee ist für September geplant.
Am 21. Juli 2010 erschien das siebte Studioalbum Return to Heaven Denied Part II: A Midnight Autumn’s Dream, welches sich musikalisch und lyrisch am 1998 erschienenen Return to Heaven Denied orientiert und sich von den progressiven und Nu-Metal Elementen der zwei Vorgänger distanziert. Songs wie Shooting Star oder Painting on the Wall verwenden auch Themen des namentlichen Vorgängeralbums. Weiterhin wurden Labyrinth von Iron Maiden persönlich angefragt, ihre Show in Codroipo am 17. August 2010 als Vorband zu eröffnen. Die Band konnte sich gegen viele, auch international bekannte, Bands durchsetzen.

## Stil
Im Gegensatz zu anderen Metal-Bands aus Italien wie die durch den Bandgründer Fabio Lione vernetzten Athena, Vision Divine, Rhapsody of Fire oder andere wie Skylark, Spellblast oder Seven Gates spielen Labyrinth keinen symphonischen oder zumindest reinen Power Metal. Die bestehenden Vergleich mit Rhapsody of Fire hinken seitdem, schon alleine weil sich jede von Fabio Liones ehemaligen Bands autark weiterentwickelten: Vision Divine wandte sich dem Progressive Metal zu und blieb dies, selbst nachdem Lione wieder einstieg, Athena machte den umgekehrten Weg und wurde von progressivem Power Metal zu Symphonic Power Metal. Labyrinth schließlich entwickelten ihren Stil von Power Metal mit elektronischen Elementen durch Synthesizer (Midnight Resistance, Piece of Time, No Limits) hin zu leicht progressiven Speed Metal mit virtuosen Gitarrensoli, prägnanten Basslinien und melancholischem Keyboardspiel (Return to Heaven Denied). Roberto Tiranti als Nachfolger Liones beeinflusst seitdem mit seiner souligen, an Daniel Gildenlöw erinnernde Stimme den Sound der Band maßgeblich. Der Stil wurde auf Timeless Crime und Sons of Thunder abermals erweitert. Die Power Metal Elemente wurden deutlich stärker, der melancholische und „weite“ Sound von Return to Heaven Denied blieb in seiner Form zwar leicht abgeschwächt, aber noch durchaus erkennbar.
Mit dem selbstbetitelten Album aus dem Jahr 2003 begann man wie die „verwandten“ Vision Divine mit progressiven Elementen zu experimentieren. Den Höhepunkt stellte das 2007 erschienene „6 Days to Nowhere“ dar, das nur in Ansätzen an die „klassische“ Phase der Band (Return to Heaven Denied, Timeless Crime, Sons of Thunder, in Ansätzen auch Labyrinth) erinnern konnte. Neben Blastbeats, verstimmten Gitarren sowie den Verzicht auf, für die Band charakteristische, häufige Soli, stellten sowohl die Cover-Artworks als auch die deutlich sozialkritischen und aggressiveren Songtexte einen Bruch in der Diskographie der Band dar. Trotzdem deutete die Fachpresse auch diese Alben als typisch italienischen Power Metal. Die weiterhin bestehende Vergleich mit Rhapsody of Fire hinkten umso mehr.
Return to Heaven Denied Part II: A Midnight Autumn’s Dream folgt den Beispielen anderer Bands (Gamma Ray, Helloween, Rhapsody of Fire, Dream Theater in Ansätzen) einen Nachfolger des erfolgreichsten, bekanntesten und/oder beliebtesten Album zu machen. Sowohl musikalisch als auch lyrisch kann Return to Heaven Denied Part II: A Midnight Autumn’s Dream als Nachfolger des 1998 erschienenen Return to Heaven Denied gesehen werden. Der Stilbruch von Freeman und 6 Days to Nowhere wurde komplett aus dem musikalischen Konzept der Band genommen.

## Diskografie
- Midnight Resistance (Demo, 1994)
- Piece of Time (EP, 1995)
- No Limits (1996)
- Return to Heaven Denied (1998)
- Timeless Crime (MCD, 1999)
- Sons of Thunder (2000)
- Labyrinth (2003)
- Freeman (2005)
- 6 Days to Nowhere (2007)
- Return to Heaven Denied Part II: A Midnight Autumn’s Dream (2010)
- Architecture of a God (2017)
- Welcome to the Absurd Circus (2021)
- The Vanising Echoes of Goodbye (2025)